# Böyük Tava Adası
Böyük Tava Adası är en ö i Azerbajdzjan.   Den ligger i distriktet Baku, i den östra delen av landet, 40 km öster om huvudstaden Baku.